# Trần Gia Thu
Trần Gia Thu (* um 1934) ist ein ehemaliger südvietnamesischer Radrennfahrer.

## Sportliche Laufbahn
Trần Gia Thu war im Straßenradsport aktiv. Er war Teilnehmer der Olympischen Sommerspiele 1956 in Melbourne. Im olympischen Einzelrennen kam er beim Sieg von Ercole Baldini nicht ins Ziel. In der Mannschaftswertung des Straßenrennens kam das Team aus Südvietnam mit Trần Gia Thu nicht in die Wertung. Bei den Asienspielen 1966 in Bangkok gewann er im Mannschaftszeitfahren die Bronzemedaille.